# Rune Velta
Rune Velta, född 19 juli 1989, är en norsk backhoppare som representerar Lommedalen Idrettslag. Han vann en silvermedalj i världsmästerskapen i skidflygning 2012 i Vikersund.

## Karriär
Rune Velta debuterade internationellt i FIS-cupen (en turnering rankad efter världscupen och kontinentalcupen) på hemmaplan i Heddal 11 december 2007. Första tävlingen i kontinentalcupen var i Lillehammer 2008 och i världscupen debuterade han i Holmenkollen i Oslo mars 2010. En dryg vecka innan vann Velta öppningstävlingen i nya Holmenkollbakken.
Velta har tävlad två säsonger i världscupen. Han blev nummer 17 sammanlagt säsongen 2011/2012. Han har en världscupseger i deltävlingen i Willingen i Tyskland 11 februari 2012 i laghoppning. Under tysk-österrikiska backhopparveckan säsongen 2011/2012 blev han nummer 11 sammanlagt.
Han vann silvermedaljen i den individuella tävlingen under världsmästerskapen i skidflygning 2012 i Vikersund, 3,0 efter guldvinnaren Robert Kranjec från Slovenien och 19,5 poäng före Martin Koch från Österrike. I lagtävlingen hamnade norska laget (Bjørn Einar Romøren, Anders Fannemel, Rune Velta och Anders Bardal) utanför prispallen. Laget blev nummer fyra, 38,2 poäng från sista pallplatsen som vanns av Slovenien. Österrike blev världsmästare före Tyskland. Velta hoppade 243 meter under lagtävlingen, vilket är hans personbästa.
Rune Velta har en silvermedalj från norska mästerskapen i normalbacke 2011. Anders Bardal vann tävlingen. Han vann guld i NM 2011 i lagtävlingen för Akershus. Rune Velta blev världsmästare i normalbacken under VM i Falun 2015 som VM-debutant. 